# Kaare Engebretsen
Kaare Engebretsen (Oslo, 22 agosto 1893 – Oslo, 16 ottobre 1960) è stato un calciatore norvegese, di ruolo attaccante.

## Carriera

### Club
Engebretsen vestì la maglia del Mercantile.

### Nazionale
Conta 20 presenze e 8 reti per la Norvegia. Esordì l'8 giugno 1913, nella sconfitta per 9-0 contro la Svezia. Segnò la prima rete il 27 giugno 1915, in un pareggio per 1-1, ancora contro la Svezia. Partecipò ai Giochi della V Olimpiade con la sua Nazionale.